# Microlithe (Préhistoire)

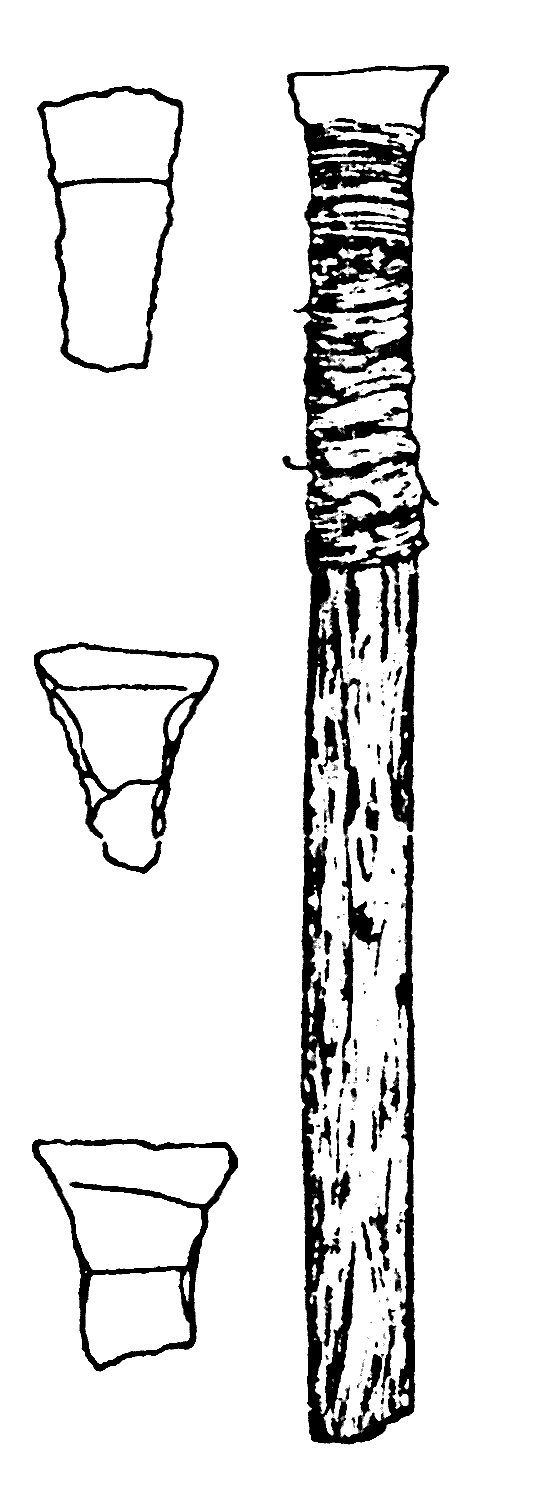
Trapèzes et flèche armée d'un trapèze provenant de la tourbière de Tværmose (Danemark)

Un microlithe est un petit outil préhistorique de pierre taillée. Le terme signifie littéralement « petite pierre » (du grec ancien micros, « petit » et lithos, « pierre »). Il désigne des éléments d'armature, le plus souvent de formes géométriques, de longueur généralement inférieure à 40 mm et d'épaisseur inférieure à 4 mm. Ces très petits outils, produits à partir de lames ou de lamelles de silex, caractérisent l'outillage des derniers chasseurs-cueilleurs (Épipaléolithique et Mésolithique).

## Historique
Une miniaturisation des armatures de projectiles est perceptible au cours du Paléolithique supérieur : elle est perceptible dès le Gravettien notamment à travers les microgravettes. Ce processus de microlithisation se poursuit et s’amplifie de façon significative au cours du Magdalénien. Il aboutit, à l'Épipaléolithique et au Mésolithique, à l'utilisation de petits segments de lamelles de formes géométriques destinés à armer l'extrémité ou les côtés des projectiles utilisés pour la chasse, notamment des flèches.

## Caractéristiques
Les microlithes sont produits à partir de lamelles de silex produites spécialement à partir de petits nucléus ou à partir de nucléus de grand taille ayant déjà permis de débiter un grand nombre de lames.
La technique de taille utilisée pour le débitage des supports peut être la percussion indirecte ou la pression.

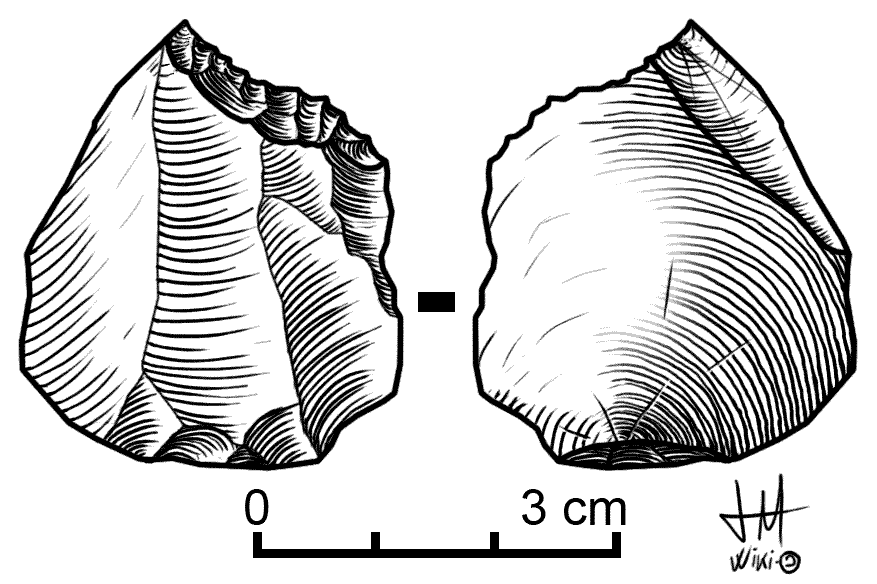
Microburin (sous-produit caractéristique de la fabrication de microlithes)
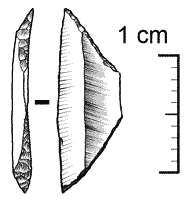
Trapèze
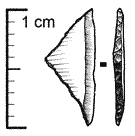
Triangle
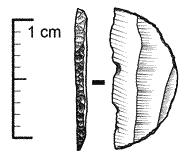
Segment de cercle